# 巴拉松
巴拉松（英語：Parathion）或乙基对硫磷（英語：parathion-ethyl），音译柏拉息昂，有些地方會稱為福移多（Folidol），在中国也称为“一六〇五”（E605），是一种略带有韭菜臭味的广谱型磷酸酯殺蟲劑及殺蟎劑，最早是由法本公司在1940年代開發，巴拉松對於非目標生物（包括人在內）具有高度毒性，因此大部份的國家都已禁用或限制使用，其基本結構類似甲基巴拉松。

## 歷史

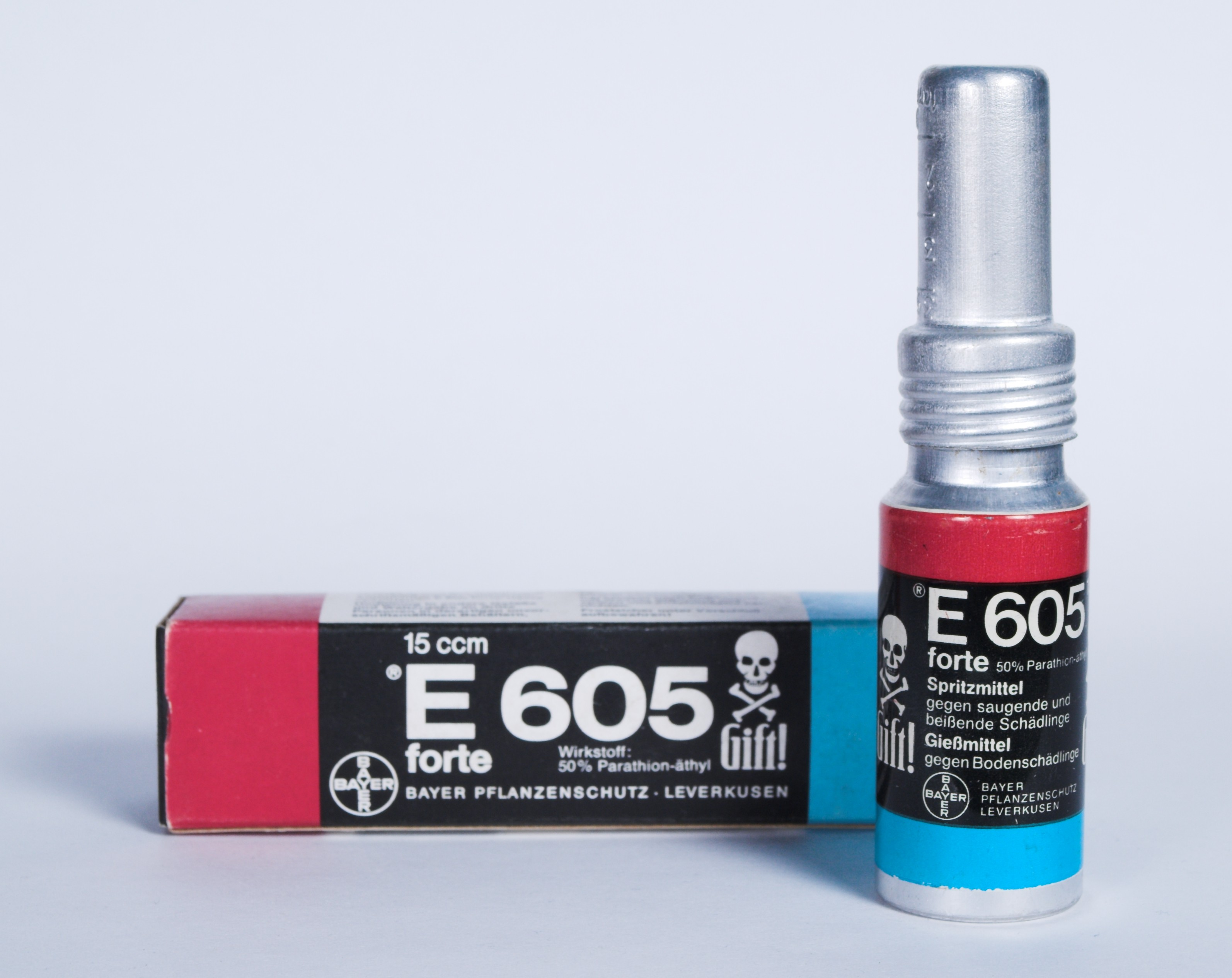
裝有E605的瓶子

巴拉松是德國的法本公司的格哈德·施拉德在1940年代開發的。法本公司在第二次世界大战和納粹合作，戰後因此分拆為四個公司，西方國家沒收了法本公司的专利，巴拉松開始在各公司以不同的名稱販售。在德國最常見的品名是 E605（在2002年被禁用）。此處的E不是指歐盟針對食品添加物的E编码，E605 的「E」是指「開發編號」。巴拉松是不可逆的乙醯膽鹼酯酶抑制劑。
由於巴拉松有安全性的問題，後來開始研發毒性較低的甲基巴拉松。

## 特性
巴拉松的純物質是白色的晶體。常見的巴拉松會是在棕色液体，帶有腐壞蛋或是蒜的氣味。巴拉松暴露在陽光下會變深色，但某程度上算是穩定的化合物。

## 工業合成
巴拉松可以用氯化二乙基二硫代磷酸 (C2H5O)2PS2H 透過鹵化反應生成 (C2H5O)2P(S)Cl，再將此有機化合物和对硝基苯酚鈉（sodium 4-nitrophenolate，对硝基苯酚和钠產生的盐）反應而成。
2 (C2H5O)2P(S)SH  +  3 Cl2   →   2 (C2H5O)2P(S)Cl +  S2Cl2  +  2 HCl
(C2H5O)2P(S)Cl + NaOC6H4NO2   →   (C2H5O)2P(S)OC6H4NO2  +  NaCl

## 應用
巴拉松是殺蟲劑，常用噴灑的方式施用。常用在棉花、稻及果樹上，即用型溶液的濃度是0.05-0.1%，在許多作物上已禁止使用巴拉松。

## 殺菌活性
巴拉松會間接的對乙酰胆碱酯酶作用。昆蟲在攝取巴拉松後，氧化酶會將雙鍵的硫取代為氧，因此會形成對氧磷：
(C2H5O)2P(S)OC6H4NO2  +  1/2 O2 →   (C2H5O)2P(O)OC6H4NO2  +  S
磷酸酯中的磷原子比硫代磷酸酯更具有正電性，在生物體中的反應性也比較強。

## 分解
巴拉松會分解為水溶性較強的物質。水解會讓分子失去活性，作用在芳烴酯鍵上，產生硫代磷酸二乙酯（diethyl thiophosphate）及对硝基苯酚：
(C2H5O)2P(S)OC6H4NO2 + H2O →  HOC6H4NO2 + (C2H5O)2P(S)OH
若在低氧環境下，分解的方式也會不同：硝基會還原成胺。
(C2H5O)2P(S)OC6H4NO2 +  6 H →  (C2H5O)2P(S)OC6H4NH2  +  2 H2O

## 安全性
巴拉松是膽鹼酯酶抑制劑，一般會抑制乙酰胆碱酯酶，因此干擾神经系统。巴拉松可以透過皮膚、黏膜及口腔吸收。吸收到的巴拉松會快速代謝為對氧磷。對氧磷的暴露會引起頭痛、驚厥、視力不良、呕吐、腹痛、嚴重腹瀉、無意識、顫抖、呼吸困难，最後會導至肺水肿及呼吸中止。中毒症狀會維持一段時間，可能會維持幾個月。最常見的專門解毒劑是阿托品，劑量是每天最多100 mg。因為阿托品本身也有毒性，建議是一天多次，少量的給藥。若中毒可以及早發現，及早正確的急救（阿托品及人工呼吸），很少會致命。若造成氧氣不足，可能會造成大腦缺氧及永久性的腦損傷。急性中毒復原後，可能會有周邊神經病變的後遺症（例如瘫痪）。全世界每年有數十萬人因為巴拉松及相關的有機磷殺菌劑而中毒，特別是自殺。巴拉松在德國有「岳母的毒藥」之稱。因此大部份的巴拉松藥劑都會染藍，以作為警示。
巴拉松曾用作化学战武器，例如在羅德西亞叢林戰爭就有使用過。
根據動物研究的結果，美国国家环境保护局將巴拉松列為可能致癌物質。研究指出巴拉松對胚胎有毒性，不過不會造成生育缺陷。
联合国环境署（UNEP）將巴拉松歸類為持久性有機污染物，世界卫生组织（WHO）列為毒性等級Ia（極度危險）。
巴拉松對於蜂系、鱼、鸟及其他野生動物都是有毒物質。

### 避免中毒
若要提供終端使用者最基本的保護，需要配戴有適當保護性的手套、衣物、有有机蒸气药筒的呼吸器。製造時的職業安全包括專門的換氣，並且持續量測空氣中的污染物濃度，避免超過 PEL 濃度，同時也要注意人員的清潔。因為巴拉松的作用有累積性，常常量測工作人員的血清乙酰胆碱酯酶活性有助於職業安全。另外，阿托品已經是巴拉松中毒的特定解毒劑。

## 外部連結
- 巴拉松 in the Pesticide Properties DataBase (PPDB)
- ATSDR - Methyl Parathion Expert Panel Report （页面存档备份，存于） U.S. Department of Health and Human Services (public domain)
- CDC - NIOSH Pocket Guide to Chemical Hazards （页面存档备份，存于） U.S. Department of Health and Human Services (public domain)
- Ethyl parathion: 国际化学品安全卡0006
- Methyl parathion: 国际化学品安全卡0626